# 賴索托君主列表
莱索托君主系指现今的莱索托王国之国王，在历史上巴苏托兰时期其尊号也曾称为“最高酋长”(英語：Paramount chief)。同时本表也收录了其他以政变、摄政，或代理等方式暂时担任国家元首的人物。现任莱索托王国之国王是1996年2月7日第二次加冕的莱齐耶三世。

## 宪法地位
依照1993年3月颁布的莱索托宪法规定:莱索托王国为君主立宪制国家，国王是国家元首，是民族团结与国家稳定的象征。而行政权及立法权分别是由首相与议会来掌握，国王为虚位元首。其职权为根据议会之结果或首相之建议，以自身名义发布法律以及命令；出访外国或接待来访外国政治人物。

## 继承顺序
莱索托是一个王位世袭的君主立宪制国家，莱索托国王王位继承顺序依据1993年颁布实施之《莱索托王国宪法》第五章第四十五款之条文而确定。条文规定了王位继承人是由莱索托酋长院(英語：Lesotho's College of Chiefs)经商议后指定的。继承人可以是一位，抑或是按照次序排好的多位。而当国王逝世或退位，或者王位因故发生空缺时，王位继承人即可继承王位。但当王位继承人在需要继承王位时仍未满二十一周岁；酋长院应指定一位摄政王。
而若现任国王正处于短期的病痛中，或是因故暂时性地出国期间；酋长院应按照莱索托的习惯法暂时指定专人代理行使国王之职能。
所有关于王位继承人、摄政王，及国王代理人的任命或变更，都必须公布在政府公报之中。

## 历任君主列表

### 巴苏陀兰最高酋长
1822年莫舒舒一世统一境内各部族，建立巴苏陀兰，开始以最高酋长为尊号称王。
| 巴苏陀兰最高酋长(1822-1966年) | 巴苏陀兰最高酋长(1822-1966年)       | 巴苏陀兰最高酋长(1822-1966年) | 巴苏陀兰最高酋长(1822-1966年) |
| 图象                          | 尊号                                | 在任时间                      | 备注                          |
| ----------------------------- | ----------------------------------- | ----------------------------- | ----------------------------- |
|                               | 莫舒舒一世                          | 1822年-1870年1月18日          | 统一巴苏陀兰                  |
|                               | 莱齐耶一世·莫舒舒                   | 1870年1月18日-1891年11月20日  |                               |
|                               | 莱罗托利                            | 1891年11月20日-1905年8月19日  |                               |
|                               | 莱齐耶二世·莱罗托利                 | 1905年8月21日-1913年1月28日   |                               |
|                               | 纳撒尼尔·格里菲斯·莱罗托利          | 1913年4月11日-1939年7月       |                               |
|                               | 西蒙·塞伊索·格里菲斯                | 1939年8月3日-1940年12月26日   |                               |
|                               | 加巴萨尼·马苏帕 （代理）            | 1940年12月26日-1941年1月28日  | 代理元首                      |
|                               | 马特斯布·阿米利亚·马特萨巴 （摄政） | 1941年1月28日-1960年3月12日   | 摄政女王 莫舒舒二世之母亲     |
|                               | 莫舒舒二世                          | 1960年3月12日-1966年10月4日   | 建立莱索托王国                |

### 莱索托王国国王
1966年巴苏陀兰自英国独立，易国号为莱索托王国，莫舒舒二世遂成为第一任莱索托国王。沿袭至今。
| 莱索托王国国王 (1966–现在) | 莱索托王国国王 (1966–现在) | 莱索托王国国王 (1966–现在) | 莱索托王国国王 (1966–现在) | 莱索托王国国王 (1966–现在)            | 莱索托王国国王 (1966–现在) |
| 图象                       | 尊号                       | 即位                       | 逊位                       | 生卒                                  | 备注                       |
| -------------------------- | -------------------------- | -------------------------- | -------------------------- | ------------------------------------- | -------------------------- |
|                            | 莫舒舒二世                 | 1966年10月4日              | 1970年2月10日              | 1938年5月2日 – 1996年1月15日（57歲）  | 选举冲突 流亡荷兰          |
|                            | 里阿布亚·乔纳森 （自立）   | 1970年2月10日              | 1970年6月5日               | 1914年10月30日 – 1987年4月5日（72歲） | 选举冲突 自立为国家元首    |
|                            | 马莫哈托王后 （摄政）      | 1970年6月5日               | 1970年12月5日              | 1941年4月28日 – 2003年9月6日（62歲）  | 摄政女王 暂代国家元首      |
|                            | 莫舒舒二世                 | 1970年12月5日              | 1990年3月10日              | 1938年5月2日 – 1996年1月15日（57歲）  | 复位 但政变后被废黜        |
|                            | 马莫哈托王后 （摄政）      | 1990年3月10日              | 1990年11月12日             | 1941年4月28日 – 2003年9月6日（62歲）  | 摄政女王 暂代国家元首      |
|                            | 莱齐耶三世                 | 1990年11月12日             | 1995年1月25日              | 1963年7月17日                         | 让位于父王                 |
|                            | 莫舒舒二世                 | 1995年1月25日              | 1996年1月15日              | 1938年5月2日 – 1996年1月15日（57歲）  | 车祸身亡                   |
|                            | 马莫哈托王后 （摄政）      | 1996年1月15日              | 1996年2月7日               | 1941年4月28日 – 2003年9月6日（62歲）  | 摄政女王 暂代国家元首      |
|                            | 莱齐耶三世                 | 1996年2月7日               |                            | 1963年7月17日                         | 再次登基                   |

## 皇室旗帜

莱索托皇室旗 1966年-1987年.
莱索托皇室旗 1987年-2006年.
莱索托皇室旗 2006年10月4日启用至今

### 网页
- 莱索托王国议会的官方网站主页 （页面存档备份，存于）；
- 莱索托王国政府的官方网站主页；

### 文书
- [《莱索托王国宪法（1993年）》]. 莱索托王国议会. 1993-04-01  [2015-01-25]. （原始内容存档于2015-01-25） （英语）.